# غويج
غويج هي قرية في مقاطعة هريس، إيران. عدد سكان هذه القرية هو 768 في سنة 2006.